# Toulouse Business School
Toulouse Business School este o școală europeană de afaceri cu multiple campusuri în locații precum: Paris, Londra, Barcelona, Casablanca și Toulouse. Înființată în 1903.
Programul său Executive MBA ocupă  locul 100 în lume.
Programele sale sunt triplu acreditate internațional prin AMBA, EQUIS și AACSB. Scoala de business se remarca prin absolvenți de renume în afaceri și politică.
Școala este cunoscut pentru grade sale în domeniul aviației (în parteneriat cu École nationale de l'aviation civile).
Toulouse Business School este afiliată Universității din Toulouse, o scoala prestigioasa franceză care deține 1% din școlile de afaceri cu „tripla coroană” a acreditărilor internaționale: AACSB, AMBA și EQUIS.